# Oxford Dictionary of English

Обложка первого издания Оксфордского словаря (NODE)

«Oxford Dictionary of English» (ODE) — однотомный словарь английского языка, впервые опубликованный издательством Oxford University Press в 1998 году под названием «The New Oxford Dictionary of English» (NODE). Слово «новый» (new) было исключено из названия после публикации второго издания в 2003 году. Этот словарь не основан на Oxford English Dictionary и его не следует принимать за новую или обновлённую версию OED. Это совершенно новый словарь, цель которого — представить современное использование английских слов настолько достоверно, насколько это возможно.
В издании 2005 года содержится 355 000 слов, фраз и определений, включая биографические ссылки и тысячи энциклопедических статей. В августе 2010 году вышло в печать третье издание, в которое были включены некоторые новые слова, например, «вувузела».
В настоящее время это самый большой однотомный словарь английского языка, публикуемый издательством Oxford University Press.

## Принципы и особенности
Как написала во введении первый редактор Джуди Пирсл, словарь основан на современном понимании языка и на собрании примеров употребления английского языка. Например, редакторы не препятствовали использованию расщеплённых инфинитивов, но оправдывали их применение в некоторых контекстах. Словарь основан на таких текстах, как British National Corpus и база данных цитат Oxford Reading Programme.
Словарь «рассматривает язык, учитывая, что английский является мировым языком». Обширные данные по использованию английского языка от Соединённых Штатов Америки до стран Карибского бассейна и Новой Зеландии были предоставлены сетью консультантов.
Более необычным решением стало отсутствие транскрипции обычных, повседневных слов, что отличает словарь от общепринятой практики большинства крупных словарей. Международный фонетический алфавит (МФА) используется для передачи транскрипции, основанной на Британском нормативном произношении (Received Pronunciation).
Во втором издании были добавлены более 3000 новых слов и фраз из Oxford English Corpus.
New Oxford American Dictionary представляет собой значительно отредактированную американскую версию Oxford Dictionary of English, которая использует иную систему произношения.

## Издания

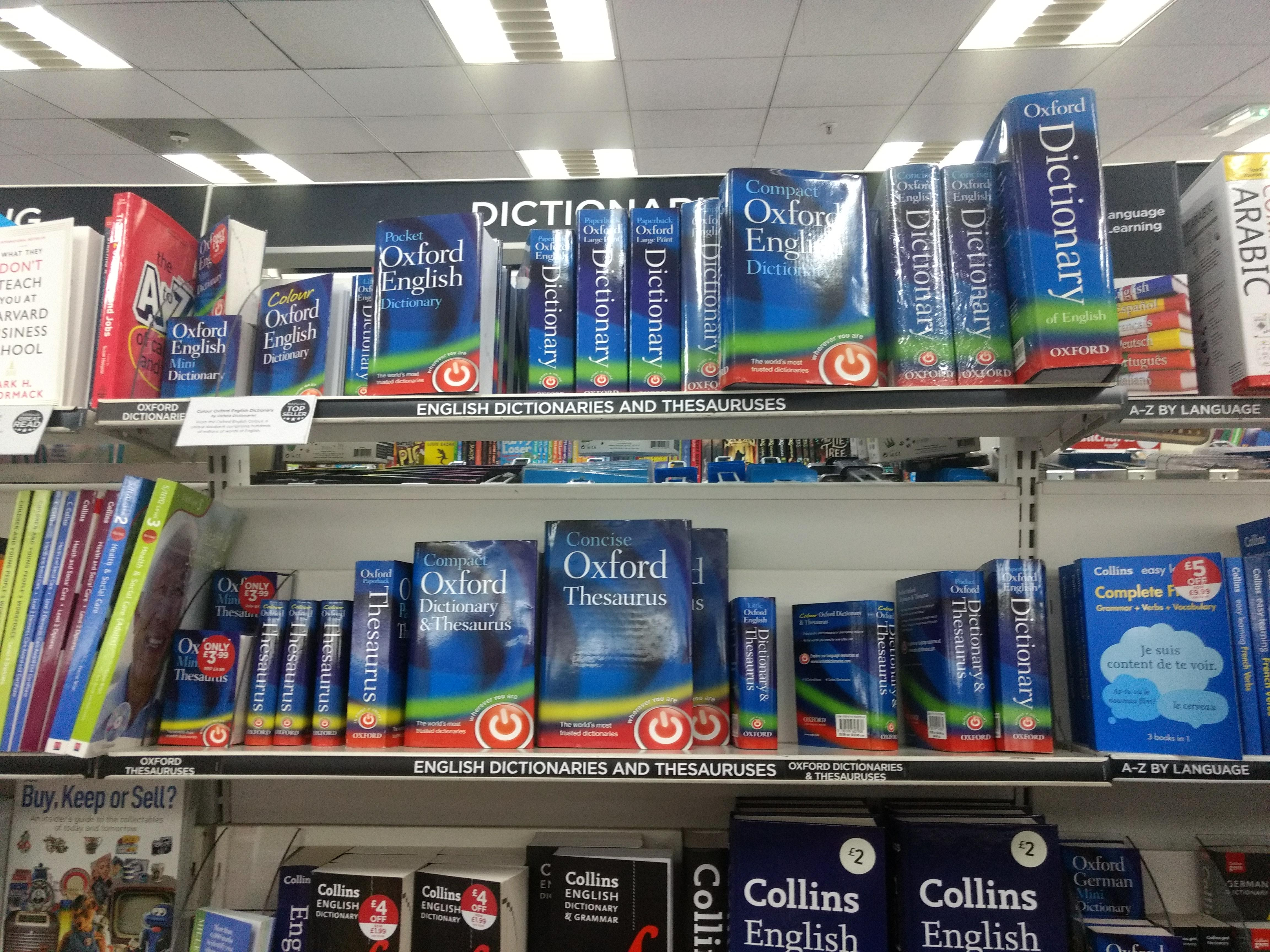
Словари издательства Oxford University Press в W.H. Smith, Лондон.

### The New Oxford Dictionary of English
- 1-е издание, 1998: 350 000 словарных статей (включая 12 000 энциклопедических статей и 52 000 слов научной и технической тематики).

### Oxford Dictionary of English
- 2-е издание, 2003[2].
- 2-е издание, исправленное, 2005[2][1].
  - Издание в твёрдой обложке (ISBN 0-19-861057-2).
- 3-е издание, 2010: имеется печатный вариант третьего издания, также оно доступно онлайн[3], онлайн-версия обновляется каждые три месяца[4]. Содержит около 100 000 заглавных слов, 11 000 имён собственных, более 350 000 слов, фраз и определений, 11 000 энциклопедических статей, 68 000 пояснений[2].
  - Издание в твёрдой обложке (ISBN 0-19-957112-0/ISBN 978-0-19-957112-3).

## Комментарии
1. ↑  «Вообще говоря, носители английского языка не нуждаются в информации о произношении обычных, повседневных слов… По этой причине транскриции для таких слов, а также их произоводных и сложных слов не были даны… мы следовали принципу: транскрипции даются, если произношение слов может вызвать затруднение для носителей английского» («Generally speaking, native speakers of English do not need information about the pronunciation of ordinary, everyday words….For this reason, no pronunciations are given for such words (or their compounds or derivatives)….the principle followed is that pronunciations are given where they are likely to cause problems for the native speaker of English»), The New Oxford Dictionary of English, Oxford University Press, 1998, ed. Judy Pearsall et al, Introduction, p xvii.

## Внешние ссылки
- Oxford University Press
- Oxford Dictionaries Online — онлайн-версия.
- World Wide Words reviews: New Oxford Dictionary of English edited by Judy Pearsall by Michael Quinion, page created 15 August 1998; last updated 27 May 2000.
- New Oxford Dictionary of English